# Ecaterina Oancia
Ecaterina Oancia (Erdőszentgyörgy, 1954. március 25. – 2024. december 3.) olimpiai és világbajnok román evezős, kormányos.

## Pályafutása
Az 1984-es Los Angeles-i olimpián aranyérmes lett négypárevezősben. Az 1988-as szöuli olimpián nyolcasban ezüst-, kormányos négyesben bronzérmet szerzett társaival. 1981 és 1989 között a világbajnokságokon három arany- és két bronzérmet nyert.

## Sikerei, díjai
- Olimpiai játékok
  - aranyérmes: 1984, Los Angeles (négypárevezős)
  - ezüstérmes: 1988, Szöul (nyolcas)
  - bronzérmes: 1988, Szöul (kormányos négyes)
- Világbajnokság
  - aranyérmes (3): 1987 (nyolcas és kormányos négyes), 1989 (nyolcas)
  - bronzérmes (2): 1981 (négypárevezős), 1985 (nyolcas)